# BQL
BQL – słoweński duet muzyczny, założony w 2016 roku, w którego skład wchodzą bracia Anej i Rok Piletič.

## Historia zespołu
Przed założeniem formacji BQL bracia brali udział w programie Slovenija ima talent, będącym słoweńską wersją formatu Got Talent. Rok Piletič, śpiewający i grający na fortepianie, uczestniczył solowo w pierwszym sezonie talent-show (2010), a w trzeciej edycji wystąpił w duecie z Matejem Prikeržnikiem (2012). Wokalista i gitarzysta Anej Piletič dotarł do finału czwartego sezonu programu (2014).
W 2015 roku bracia zaczęli publikować w Internecie autorskie covery piosenek, w tym m.in. utworu „Ledena” zespołu Siddharta, który zapewnił duetowi rozpoznawalność. W czerwcu 2016 roku, sygnując się nazwą BQL (ang. „Be Cool”), wydali debiutancki singiel „Muza”, który trafił do sprzedaży cyfrowej pod koniec sierpnia. Utwór, który został napisany i wyprodukowany przez duet Maraaya, stał się hitem w Słowenii. Singiel dotarł do pierwszego miejsca słoweńskiej listy przebojów, został też okrzyknięty czwartą najczęściej graną piosenką w 2016 roku.
W 2017 duet wystartował z utworem „Heart of Gold” w słoweńskich eliminacjach do 62. Konkursu Piosenki Eurowizji. Pomyślnie przeszli do finału selekcji, który został rozegrany 24 lutego, i zajęli w nim drugie miejsce, w tym pierwsze miejsce u widzów i czwarte miejsce u jurorów, przegrywając jedynie z Omarem Naberem. 28 lutego udostępnili cyfrowo singiel „Heart of Gold”, który dotarł do pierwszego miejsca krajowej listy przebojów. 26 maja duet pojawił się gościnnie na singlu zespołu Maraaya „It’s Complicated”. Singiel dotarł do dziewiątego miejsca krajowej listy przebojów. W grudniu ujawniono, że z utworem „Ptica” zostali zakwalifikowani do stawki konkursowej EMA 2018, koncertu będącego krajowymi eliminacjami do 63. Konkursu Piosenki Eurowizji.

## Dyskografia

### Single
- 2016 – „Muza”
- 2017 – „Heart of Gold”